# Singara diversalis
Singara diversalis är en fjärilsart som beskrevs av Walker 1865. Singara diversalis ingår i släktet Singara och familjen nattflyn. Inga underarter finns listade i Catalogue of Life.